# Boavista F.C.
Boavista Futebol Clube, skraćeno Boavista, portugalski je nogometni klub iz Porta.
Dijel je športskog društva, koje ima, i svoje odbojkaške, šahovske, gimnastičarske i biciklističke i futsalske odjele, a postoje i rukometni, lakoatletičarski, boksački, karataški, teniski i plivački odjeli, što ga čini drugim po veličin športskim društvom u Portugalu.
Klupski prepoznatljivi znak su majice s kariranim uzorkom, od crnih i bijelih kockica.
Klub je utemeljen je 1903. godine.

## Klupski uspjesi
- prvaci: 2000./01.
  - doprvaci 2001./02.

- Portugalski kup: 1974/75., 1975/76., 1978/79., 1990/91 i 1996/97.

Boavista je izrasla od malog kluba 1970-ih do redovnog sudionika u europskim nogometnim natjecanjima.
Prvi put je „zaprijetila” premoći portugalskog trojca Porto-Benfica-Sporting kada je u sezoni 1975/76. pod vodstvom José Marie Pedrota, kada su osvojili drugo mjesto u prvenstvu, a zaredali su s osvajanjem kupova. 
Novi val uspjeha je krenuo 1990-ih, kada je su osvojena još dva kupa i još jednom drugo mjesto, u sezoni 1998/99.
U sezoni 2000./01. je konačno osvojen prvi naslov prvaka u klupskoj povijest, a čime je ujedno razbijen dugogodišnji niz isključivosti naslova prvaka za trojac Porto-Benfica-Sporting. 
Iduće sezone, naslov nije obranjen, ali su završili na drugom mjestu.
U Europi je Boavista bila poznata kao klub s čudnim majicama, postizao je neloše rezultate, uspjevši izbaciti, među ostalim i Inter i Romu početkom 1990-ih. 
U sezoni 1981./82., u kupu UEFA, izbacili su Atletico iz Madrida s ukupnih 5:4. 
U kupu UEFA 1986./87., Boavista je izbacila favoriziranu Fiorentinu, ali je izgubila od Rangersa u napetoj uzvratnoj utakmici na stadionu Ibrox.
U sezoni 1990./91. kup UEFA, Boavista je uspila izbaciti Intera iz MIlana s 2:1 u natjecanju po skupinama.
1993./94., došla je do četvrtzavršnice, nakon što je izbacila grčki OFI s Krete i Lazio.
Vrhunac je ipak bio sjajni nastup u kupu UEFA 2002./03., kada su došli do poluzavršnice, kada ih je izbacio Celtic na Bessi.  
„Boavista” je dvaput sudjelovala u Ligi prvaka. Nakon prvog nastupa sa skromnijim rezultatima 1998./99., „Boavista” je iznenadila Europu 2000./01., kada je izbacila velika imena kao što su Borussia iz Dortmunda i kada je ušla u drugu fazu natjecanja, po skupinama, gdje su nastup okončali na trećem mjestu an ljestvici, iza imena slavnih velikana Manchester Uniteda i Bayerna. U prijašnjim krugovima, uspili su ostvariti izvrsne rezultate, među ostalim i 1:1 s Liverpoolom, 3:1 protiv Dinama iz Kijeva i pobjedom od 1:0 nad Nantesom.
Nogometaši su u Portugalu i za mnoge momčadi, s kojima su se susretali u UEFA-inim natjecanjima, imali reputaciju da imaju agresivni i zastrašujući stil. Ova slika o njima se počela mijenjati kada su Carlos Brito i kasnije Željko Petrović preuzeli momčad. 
„Boavistin” glavni takmac je Porto. Susreti između ovih dvaju momčadi su obilježeni agresivnom igrom, posebice ako su igrane na „Bessi”. 
„Boavistin” veliki takmac su i C.F. Os BelenensesBelenenses i Vitória Guimarães. Utakmice protiv oviju momčad često imaju probleme unutar i izvan terena.
„Boavistina” djevojčad je jedna od najjačih u Portugalu; osvojila je nekoliko naslova zaredom 1990-ih.
„Estádio do Bessa” je donio „Boavisti” i gomilu menadžeera. U kolovozu 2006. godine, Jesualdo Ferreira je otišao kod glavnog takmaca "Porta", povrijedivši brojne „Boavistine” navijače. Željko Petrović je postao trenerom u kolovozu 2006., toliko kratko da se povukao već 22. listopada, nakon niza loših rezultata, kojih je vrhunac bio poraz od 0:4 od „Nacionala” s Madeire. Zamijenio ga je Jaime Pacheco, treći menedžer unutar pola godine.

## Sanchezove godine
Erwina Sáncheza se smatra "Boavistinim" najutjecajnijim igračem u zadnjih 15 godina (gledano 2006.). Erwin je bio kapetanom "Boavistine" momčadi koja je otišla u Kupu UEFA sve do poluzavršnice, kada je skoro izbacila škotske velikene, "Celtica". 
Erwin je jedna i od bolivijanskih nogometnih živih legenda. Igrač sredine igrališta, a bio je vodećim igračem Bolivija, i na izlučnim natjecanjima za nogometno SP 1994. i na završnom natjecanju. Bio je i dijelom "Boavistine" momčadi koja je postala prvakom u sezoni 2000/01. 

Sánchez je otišao iz "Boaviste" u ožujku 2004., nakon kratkog pokušaja bivanja menadžerom.

## Poznati igrači i treneri
- Alfredo Castro
- Carlos Manuel
- Ion Timofte
- Diamantino Miranda
- Erwin Sánchez
- Frederico Rosa
- Jimmy Floyd Hasselbaink
- João Vieira Pinto
- Litos
- Nuno Frechaut
- Nuno Gomes
- Paulo Sousa
- Petit
- Ricardo Pereira

## Hrvati u Boavisti
- Ivan Pudar

## Vanjske poveznice
- Službene stranice (na portugalskom)
- (trenutačna postava)
- Dnevne portugalske nogometne vijesti, rasprave, statistike, slike i još (na engleskom)